# إيدزفولد
إيدزفولد هي بلدة، في أستراليا، تقع في كوينزلاند، بلغ عدد سكانها 574  نسمة وذلك حسب إحصائيات سنة 2016، رمزها البريدي هو 4627.

## أعلام
- ليندسي هارتفيغ
- لويد ماكديرموت